# Simulación de procesos

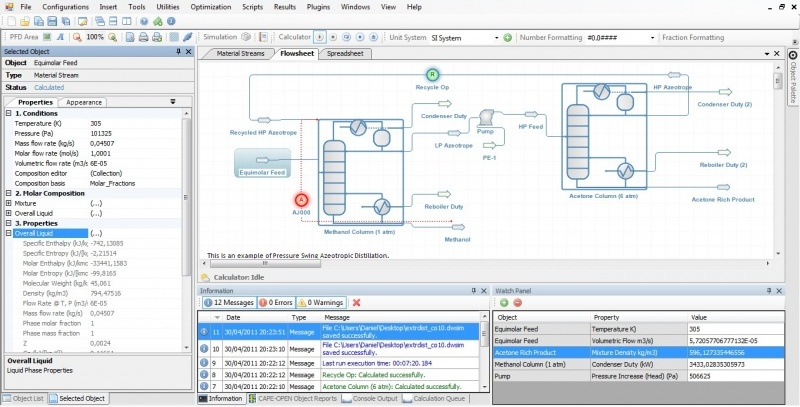
Captura de pantalla de un software de simulación de procesos (DWSIM).

La simulación de procesos se utiliza para el diseño, desarrollo, análisis y optimización de procesos técnicos tales como: plantas químicas, procesos químicos, sistemas ambientales, centrales eléctricas, operaciones de fabricación complejas, procesos biológicos y funciones técnicas similares. 

## Principio principal

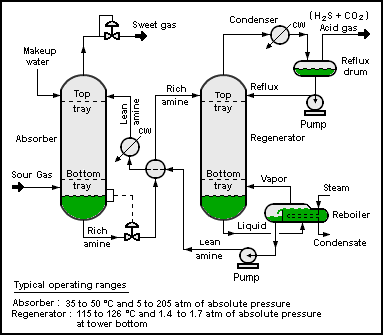
Diagrama de flujo del proceso de un proceso típico de tratamiento de aminas utilizado en plantas industriales

La simulación de procesos es una representación basada en modelos de procesos químicos, físicos, biológicos y otros procesos técnicos y operaciones unitarias en software. Los prerrequisitos básicos son un conocimiento profundo de las propiedades físicas y químicas de componentes y mezclas puros, de reacciones y de modelos matemáticos que, en combinación, permiten el cálculo de un proceso en computadoras. 
El software de simulación de procesos describe los procesos en diagramas de flujo donde las operaciones de la unidad están posicionadas y conectadas por productos o flujos de información. El software debe resolver el balance de masa y energía para encontrar un punto de operación estable. El objetivo de una simulación de proceso es encontrar las condiciones óptimas para un proceso examinado. Este es esencialmente un problema de optimización que debe resolverse en un proceso iterativo. 
La simulación de procesos siempre utiliza modelos que introducen aproximaciones y supuestos, pero permiten la descripción de una propiedad en un amplio rango de temperaturas y presiones que podrían no estar cubiertas por datos reales. Los modelos también permiten la interpolación y extrapolación, dentro de ciertos límites, y permiten la búsqueda de condiciones fuera del rango de propiedades conocidas. 

## Modelado
El desarrollo de modelos para una mejor representación de los procesos reales es el núcleo del desarrollo adicional del software de simulación.  El desarrollo del modelo se realiza en el lado de la ingeniería química, pero también en la ingeniería de control y para el mejoramiento de las técnicas de simulación matemática.  La simulación de procesos es, por lo tanto, uno de los pocos campos donde los científicos de química, física, informática, matemáticas y varios campos de ingeniería trabajan juntos. 

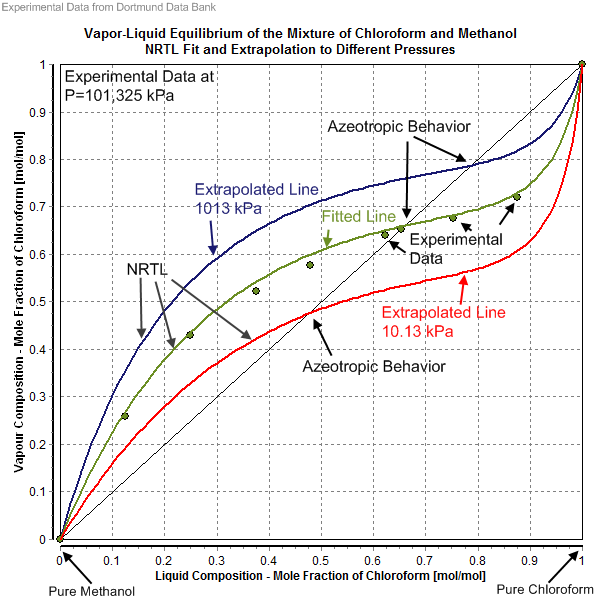
VLE de la mezcla de cloroformo y metanol más NRTL ajuste y extrapolación a diferentes presiones

Se hacen muchos esfuerzos para desarrollar modelos nuevos y mejorados para el cálculo de propiedades. Esto incluye, por ejemplo, la descripción de 
- Propiedades termofísicas como presiones de vapor, viscosidades, datos calóricos, etc. de componentes y mezclas puros
- Propiedades de diferentes aparatos como reactores, columnas de destilación, bombas, etc.
- Reacciones químicas y cinéticas.
- Datos ambientales y de seguridad.

Se pueden distinguir dos tipos principales de modelos: 
1. Más bien simples ecuaciones y correlaciones donde los parámetros se ajustan a los datos experimentales.
2. Métodos predictivos donde se estiman las propiedades.

Las ecuaciones y las correlaciones se prefieren normalmente porque describen la propiedad (casi) exactamente. Para obtener parámetros confiables es necesario contar con datos experimentales que generalmente se obtienen de los bancos de datos fácticos o, si no hay datos disponibles públicamente, de las mediciones. 
El uso de métodos predictivos es mucho más barato que el trabajo experimental y también que los datos de los bancos de datos. A pesar de esta gran ventaja, las propiedades predichas normalmente solo se usan en los primeros pasos del desarrollo del proceso para encontrar las primeras soluciones aproximadas y excluir las rutas erróneas porque estos métodos de estimación normalmente introducen errores más altos que las correlaciones obtenidas de datos reales. 
La simulación de procesos también fomentó el desarrollo adicional de modelos matemáticos en los campos de la numeración y la resolución de problemas complejos.

## Historia
La historia de la simulación de procesos está fuertemente relacionada con el desarrollo de la informática y del hardware y los lenguajes de programación.  Las implementaciones sencillas y tempranas de los aspectos de los procesos químicos se introdujeron en la década de 1970 cuando se disponía de hardware y software adecuados (aquí, principalmente, los lenguajes de programación FORTRAN y C). El modelado de las propiedades químicas comenzó mucho antes, en particular la ecuación cúbica de los estados y la ecuación de Antoine fueron desarrollos precursores del siglo XIX.

## Estado estable y simulación de procesos dinámicos
Inicialmente, se utilizó la simulación de procesos para simular procesos de estado estable. Los modelos de estado estable realizan un balance de masa y energía de un proceso estacionario (un proceso en un estado de equilibrio) que no depende del tiempo. 
La simulación dinámica es una extensión de la simulación del proceso de estado estable, en la que la dependencia del tiempo se integra en los modelos a través de términos derivados, es decir, acumulación de masa y energía.  La llegada de la simulación dinámica significa que la descripción, la predicción y el control dependientes del tiempo de los procesos reales en tiempo real se han hecho posibles. Esto incluye la descripción de la puesta en marcha y el cierre de una planta, los cambios de condiciones durante una reacción, los retrasos, los cambios térmicos y más. 
Las simulaciones dinámicas requieren un mayor tiempo de cálculo y son matemáticamente más complejas que una simulación de estado estable. Puede verse como una simulación de estado estable repetida multiplicada (basada en un paso de tiempo fijo) con parámetros que cambian constantemente. 
La simulación dinámica se puede utilizar tanto en línea como fuera de línea. El caso en línea es el modelo de control predictivo, donde los resultados de la simulación en tiempo real se utilizan para predecir los cambios que se producirían para un cambio en la entrada de control, y los parámetros de control se optimizan en función de los resultados.  La simulación de procesos fuera de línea se puede utilizar en el diseño, solución de problemas y optimización de la planta de procesos, así como en la conducción de estudios de casos para evaluar los impactos de las modificaciones de procesos. La simulación dinámica también se utiliza para la formación del operador. 